# Uvaria alba
Uvaria alba este o specie de plante angiosperme din genul Uvaria, familia Annonaceae, descrisă de Elmer Drew Merrill. Conform Catalogue of Life specia Uvaria alba nu are subspecii cunoscute.